# Palythoa cancrisocia
Palythoa cancrisocia is een Zoanthideasoort uit de familie van de Sphenopidae. De wetenschappelijke naam van de soort is voor het eerst geldig gepubliceerd in 1876 door Martens.